# 胡里山
11°48′47″S 76°6′46″W / 11.81306°S 76.11278°W
胡里山（Quri），是秘魯的山峰，位於該國中部利馬大區的瓦羅奇里省和胡寧大區的堯利省，屬於安第斯山脈的一部分，海拔高度5,200米。